# Cantonul Thorens-Glières
Cantonul Thorens-Glières este un canton din arondismentul Annecy, departamentul Haute-Savoie, regiunea Rhône-Alpes, Franța.

## Comune
- Aviernoz
- Évires
- Groisy
- Les Ollières
- Thorens-Glières (reședință)
- Villaz